# Goldwyn Arthur Martin
Pour les articles homonymes, voir Goldwyn.
Goldwyn Arthur Martin  (1913-26 février 2001) est un juge canadien de la Cour d'appel de l'Ontario. Il était un expert éminent en loi criminelle au Canada.

## Biographie
Né à Huntsville dans la région de Muskoka en Ontario, Martin étudie le droit à Toronto à la Osgoode Hall Law School de l'Université York en 1938. Il y gagne la Law Society's Gold Medal.
Devenu avocat de la défense en 1940, il ne perd aucune cause parmi celles défendues pour une soixante de clients faisant face à des accusations de meurtre. À partir de 1973, il siège à la Cour d'appel de l'Ontario jusqu'à sa retraite en 1988.

## Récompenses
Nommé officier de l'Ordre du Canada en 1991 et promu compagnon en 1997. Par la suite, il reçoit un doctorat en droit honorifique de l'Université Queen's et du Barreau de l'Ontario.